# Mort Greene
Mort Greene (* 3. Oktober 1912 in Cleveland, Ohio; † 28. Dezember 1992 in Rancho Mirage, Kalifornien) war ein US-amerikanischer Liedtexter, Autor, Filmproduzent und Filmkomponist, der 1943 für einen Oscar nominiert wurde. Bekannt ist Greene für seine Songs Beyond the Blue Horizon, High Society, Sioux City Sue, My Grandfather’s Clock und den oscarnominierten Song When There’s a Breeze on Lake Louise.

## Leben
Greene verschlug es 1931 nach Hollywood, wo er nach einiger Zeit vor allem für RKO Pictures Filmsongs schrieb. 1935 übernahm er eine kleine Rolle in dem Melvyn-Douglas-Film The Lone Wolf Returns. Für Bühneneingang (1937) sowie die Kurzfilme Once Over Lightly (1938) und Somewhat Secret (1939) wirkte Greene am Drehbuch mit. Nachdem er sich mit dem Komponisten Harry Revel zusammengetan hatte schrieben beide allein im Jahr 1942 Songs für folgende acht Filme: Republic Pictures’ Moonlight Masquerade, Paramount Pictures’ Beyond the Blue Horizon, and RKO's The Big Street, Here We Go Again, Call Out The Marines, Four Jacks and a Jill, Sing Your Worries Away und The Mayor of 44th Street.
1943 erhielt Greene zusammen mit Harry Revel eine Oscar-Nominierung in der Kategorie „Bester Song“ für das Musicaldrama The Mayor of 44th Street mit George Murphy, Anne Shirley und William Gargan in den Hauptrollen unter der Regie von Alfred E. Green. Der Oscar ging jedoch an Irving Berlin und seinen Song White Christmas aus dem Musikfilm Musik, Musik.
Nachdem Greenes Vertrag mit RKO Ende der 1940er Jahre ausgelaufen war, konzentrierte er sich mehr darauf, komödiantische Texte zu schreiben. So schrieb er alsbald Texte für The Big Show der National Broadcasting Company (NBC), die unter anderem von Tallulah Bankhead, Fred Allen, Ethel Merman, Groucho Marx und Rex Harrison gesprochen wurden. 1952 produzierte er die erste TV-Sitcom My Hero mit Bob Cummings. Danach arbeitete er für den damals 29-jährigen Komiker und Entertainer Johnny Carson und schrieb außerdem Programmtexte für Perry Comos Perry Como Show, die auch durch seine Mitwirkung zu einem der Top-Programme der 1950er Jahre wurde. Dafür wurde er zusammen mit Como für einen Emmy Award nominiert. Eine lange Zusammenarbeit verband ihn außerdem mit Red Skelton, für den er als Redakteur für dessen Show tätig war. Eine Nominierung für den Primetime Emmy Award war der Lohn seiner Arbeit. Für 20th Century Fox wirkte Greene als Co-Produzent an zwei Filmen mit.
Bei seinem Tod 1992, der Folge eines Schlaganfalls war, hinterließ Greene seine Lebensgefährtin Louise Cornell und zwei Töchter.

## Filmografie (Auswahl)
- 1935: The Lone Wolf Returns (Darsteller)
- 1937: Bühneneingang (Stage Door) Song: Put Your Heart Into Your Feet and Dance
- 1938: Everybody’s Doing It (Soundtrack)
- 1938: Once Over Lightly (Kurzfilm, Drehbuch)
- 1939: Somewhat Secret (Kurzfilm, Drehbuch)
- 1941: Vorsicht Gespenster! (Hold That Ghost) Song: Sleepy Serenade
- 1942: Four Jacks and a Jill (Soundtrack)
- 1942: Call Out the Marines (Soundtrack)
- 1942: Sing Your Worries Away (Soundtrack)
- 1942: The Falcon Takes Over – Song: I Haven’t a Thing To Wear
- 1942: The Mayor of 44th Street (Soundtrack, darunter When There’s a Breeze on Lake Louise)
- 1942: Moonlight Masquerade (Soundtrack)
- 1942: Joan of Ozark (Soundtrack)
- 1942: The Big Street – Song: Who Knows?
- 1942: Here We Go Again (Soundtrack)
- 1943: Flight for Freedom – Song: I’m In Good Shape
- 1943: What’s Buzzin’, Cousin? – Song: Nevada
- 1944: The Sultan’s Daughter – Mitproduzent und Song: Clicketty Clack Jack
- 1944: Beautiful But Broke – Song: We’re Keeping It Private
- 1944: Seven Days Ashore (Soundtrack)
- 1945: Pan-Americana (Soundtrack)
- 1946: The Bamboo Blonde (Soundtrack)
- 1946: Morgen und alle Tage (From This Day Forward) (Titelsong)
- 1947: Honeymoon (Soundtrack)
- 1948: Die bronzene Göttin (The Velvet Touch) Soundtrack
- 1948: Gangster der Prärie (Station West) Soundtrack
- 1949: Erde in Flammen (Tulsa) Soundtrack
- 1950: Double Deal – Song: I’m Dreaming Out Loud
- 1951: Million Dollar Pursuit – Song: What Am I Doing
- 1952: An der Spitze der Apachen (The Half-Breed) Soundtrack
- 1952: My Hero (Fernsehserie, 2 Folgen) Produzent
- 1953–1971: The Red Skelton Show (96 Episoden, Drehbuch)
- 1957: The Restless Gun (Fernsehserie) Soundtrack
- 1957: Erwachsen müßte man sein (Leave It To Beaver) Fernsehserie, Komponist
- 1957: Tales of Wells Fargo (Fernsehserie, 5 Folgen) Komponist
- 1958: The Dinah Shore Cevy Show (Fernsehserie, 1 Folge) Soundtrack
- 1965: The Hollywood Palace (Fernsehserie, 1 Folge) Soundtrack
- 1966: Clown Alley (Fernsehfilm, Drehbuch)
- 1977: Laugh-In (Fernsehserie, 2 Folgen, Drehbuch)
- 1980: House Calls (Fernsehserie, 1 Folge, Drehbuch)
- 1983: Still the Beaver (Fernsehfilm) Komponist: Leave It To Beaver
- 1988: Die Geister, die ich rief … (Srooged) Soundtrack
- 1992: Der letzte Komödiant – Mr. Saturday Night (Mr. Saturday Night) Soundtrack
- 1996: Swingers – Song: Champagne Time
- 2001: Freddy Got Fingered – Song: Toy Parade
- 2004: Er wollte kein Sklave sein (Unforgivable Blackness: The Rise and Fall of Jack Johnson) – Dokumentation, Song: Weary Blues

## Auszeichnungen
- 1943: Oscarnominierung für den Song When There’s a Breeze on Lake Louise
- 1956: Nominierung für einen Emmy Award für The Perry Como Show
- 1963: Nominierung für den Primetime Emmy Award für The Red Skelton Show